# بوهموند یکم انطاکیه
بوهموند (به انگلیسی: Bohemond I of Antioch) کنت تارانتو و اشراف‌زاده نورمن بود که املاک خود را رها کرد و به جنبش نخستین جنگ صلیبی پیوست.
او فرزند رابرت گیسکارد، فاتح جنوب ایتالیا بود که در سال ۱۰۹۶ برای شرکت در جنگ صلیبی به همراه سپاهی از نورمن های ایتالیا عازم شرق شد و پس از تصرف انطاکیه، حکومت این شهر را به دست گرفت اما تا ماه‌ها بعد فتح این شهر با ریموند چهارم، کنت تولوز بر سر فرمانروایی شاهزاده‌نشین انطاکیه مشاجره و گاه نزاع داشت. وی در اوت ۱۱۰۰ و در جریان حمله به کیلیکیه به اسارت ترکان دانشمندی درآمد و پس از گذشت مدتی با پرداخت خون‌بهایش به وسیله بالدوین یکم، پادشاه اورشلیم آزاد شد. در سپتامبر ۱۱۰۴ برای حفظ جایگاه و قدرت خود عازم اروپا شد و تانکرد را به عنوان نایب خود در انطاکیه منصوب کرد. وی در ملاقات با پاپ پاسکال دوم، او را برای آغاز حملات مجدد به شرق متقاعد ساخت و برای سربازگیری به فرانسه رفت و در سال ۱۱۰۶ مجدداً به ایتالیا بازگشت و لشکرکشی خود را به شرق آغاز کرد. اما به دلیل مشکلاتی که با امپراتوری بیزانس داشت، حرکت وی با شکست مواجه شد و مجبور شد حاکمیت بیزانس بر انطاکیه را بپذیرد ولی این توافق به علت مرگ بوهموند هیچگاه عملی نشد و انطاکیه در دست نورمن‌ها باقی ماند. بوهموند پس از این رویدادها به ایتالیا بازگشت در سال ۱۱۱۱ در همان‌جا درگذشت.